# Antun Vramec
Antun Vramec (Ormož ili okolica, prije 9. lipnja 1538. – Varaždin, 1587.) bio je ljetopisac i vjerski pisac. Smatra se začetnikom kajkavske književnosti.
Doktorirao je teologiju u Rimu, a vrativši se u Hrvatsku postao je kanonik Zagrebačkog Kaptola. Imao je suprugu i sina, protivno crkvenim propisima, a jer ih se nije želio odreći, 1578. je suspendiran, a 1582. službeno je izgubio crkvene časti i povlastice. Djelovao je kao župnik u Zagrebu, Brežicama, Stenjevcu i Varaždinu. Glavno djelo mu je Kronika vezda znovich zpravljena kratka szlouenzkim jezikom u kojem je obradio povijest od stvaranja svijeta do 1578. godine. Bilo je to drugo autorsko djelo u povijesti napisano kajkavskim književnim jezikom. 

## Vanjske poveznice
- Kronika: vezda znovich zpravliena kratka szlouenzkim iezikom (1578.), dlib.si